# Trevor Erhardt

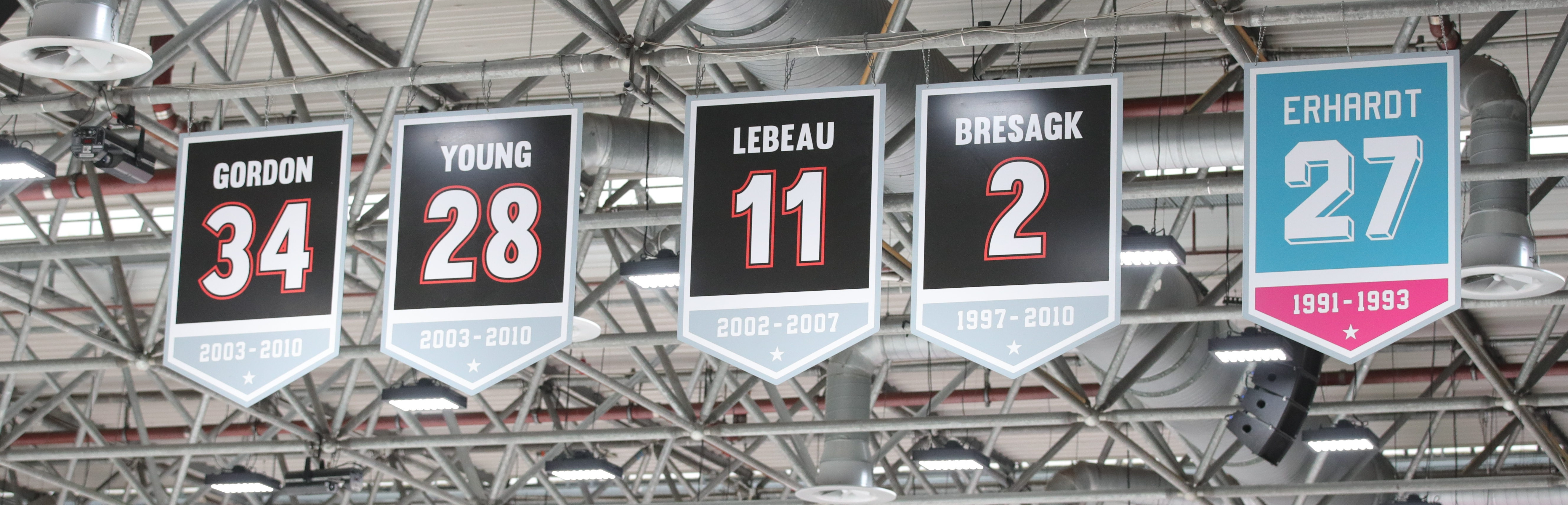
Erhardts Trikot unter dem Hallendach der Eissporthalle Frankfurt (2023)

Trevor Erhardt (* 27. November 1962 in Calgary, Alberta) ist ein ehemaliger kanadischer Eishockeyspieler.

## Karriere
Er gilt als einer der Publikumslieblinge im Frankfurter Eishockey. Er spielte sowohl für die Frankfurter Eintracht als auch für den Frankfurter ESC. Zeigte die Mannschaft keinen Einsatz, so riefen die Fans meist nach Trevor Erhardt.
In seiner Zeit bei Eintracht Frankfurt, wo er ab der Saison 1983/84 spielte, war er in der Saison 1985/86 maßgeblich am Aufstieg in die 1. Bundesliga beteiligt. In zwei Bundesliga-Spielzeiten (1986/87 und 1987/88) punktete er inklusive Auf-/Abstiegsrunde in insgesamt 87 Spielen 123-mal. Dabei erzielte Erhardt 66 Tore und gab 57 Vorlagen zu Toren.
In der Saison 1988/89 blieb er in Deutschland und spielte beim EC Bad Nauheim, bevor er im Sommer 1989 in die Österreichische Bundesliga zum EC Kapfenberg wechselte.
Nach dem finanziellen Rückzug der Frankfurter Eintracht zum Ende der Saison 1990/91 war Trevor Erhardt sofort zur Stelle, um beim Neuaufbau zu helfen. In den ersten beiden Jahren des Frankfurter ESC stand Trevor Erhardt noch einmal auf dem Frankfurter Eis.
In der Saison 1991/92 startete der Frankfurter ESC in der viertklassigen Regionalliga, mit Trevor Erhardt. Inklusive Aufstiegsrunde zur Oberliga erzielte Erhardt in 45 Spielen 86 Tore und gab 114 Torvorlagen (200 Scorerpunkte).
In seiner letzten Saison in Frankfurt 1992/93 traf er in 56 Oberligaspielen inklusive Aufstiegsrunde zur 2. Eishockey-Bundesliga 82-mal und gab 76 Torvorlagen (158 Scorerpunkte). Auch dank seiner Hilfe stieg der Frankfurter ESC zum Ende der Saison in die 2. Bundesliga auf.
Trevor Erhardt wurde für seine Verdienste um das Frankfurter Eishockey, sportarttypisch, in der Form geehrt, dass sein Trikot mit der Nummer #27 als erstes überhaupt unter das Hallendach der Eissporthalle gehängt wurde, was bedeutet, dass kein Spieler zukünftig mehr die Nummer #27 in Frankfurt tragen wird.
Als 1998 der Spieler Ken Quinney mit der Nummer #27 für die Frankfurt Lions auflief, wurde dieses nach kurzer Zeit wieder korrigiert. Fortan erhielt Quinney die Nummer #72. Trevor Erhardt selbst war in der Eissporthalle anwesend, als Ken Quinney die Trikotnummer wechselte. Dieses wurde mit einem Handschlag der beiden Spieler aus Kanada besiegelt.